# Paulo Cunha e Silva
Paulo Alexandre Gomes da Cunha e Silva (Beja, 9 de junho de 1962 – Matosinhos, 11 de novembro de 2015) foi um médico português, crítico de arte, curador de arte e vereador na Câmara Municipal do Porto.

## Carreira
Paulo da Cunha e Silva nasceu em Beja em 1962, licenciou-se em Medicina no Instituto de Ciências Biomédicas Abel Salazar da Universidade do Porto, prosseguindo a sua carreira académica com um Mestrado e Doutoramento em Ciências do Desporto pela mesma Universidade. É professor associado de Pensamento Contemporâneo na Faculdade de Desporto da Universidade do Porto, tendo sido previamente professor de Anatomia no Instituto de Ciências Biomédicas Abel Salazar. O seu trabalho de investigação centra-se na reflexão sobre o estatuto do Corpo no Mundo Contemporâneo e na utilização das metodologias do Caos para a sua compreensão. Embora tenha formação nestas áreas, grande parte da sua atividade profissional também está profundamente ligada ao universo das artes plásticas, onde tem comissariado várias exposições e trabalhado como crítico de arte. Para além das artes plásticas, tem também produzido alguns trabalhos teóricos relacionados com o pensamento contemporâneo, e com outras áreas artísticas como a dança, o teatro, a arquitetura e a literatura.
Foi responsável pelas áreas do Pensamento, Ciência, Literatura e Projetos Transversais no âmbito do "Porto 2001 Capital Europeia da Cultura", colunista residente do Diário de Notícias entre 2002 e 2007, comentador residente do programa televisivo Choque Ideológico na RTPN de 2007 até ao final do programa, em 2008, diretor do Instituto das Artes do Ministério da Cultura, entre 2003 e 2005, e, conselheiro cultural da Embaixada de Portugal em Roma entre 2009 e 2012. Foi também coordenador científico dos Estudos Contemporâneos da Fundação de Serralves desde 2000, lugar onde promoveu diversas atividades em torno dos temas da cultura contemporânea.
A 20 de outubro de 2015, foi condecorado com o grau de Cavaleiro da Ordem das Artes e das Letras de França.
Faleceu vítima de um ataque cardíaco na noite de 11 de novembro de 2015. O seu velório decorreu no Rivoli Teatro Municipal (sala que o vereador ajudou a devolver à cidade do Porto), tendo estado o seu corpo exposto no palco do teatro. 

## Algumas exposições comissariadas
- "Depósito: anotações sobre densidade e conhecimento" (Edifício da Reitoria da Universidade do Porto, 2007)[9]

- “Castelo em 3 Atos” (Paço dos Duques de Bragança, Capela e Castelo de Guimarães, 2012)

Participaram nesta exposição, Ana Pérez-Quiroga, Filipa César, João Leonardo, João Onofre, Julião Sarmento, Miguel Palma, Rui Chafes, entre outros artistas.

## Livros editados
- “O Lugar do Corpo: Elementos para uma Cartografia Fractal” (1999, Edições Piaget)[11]
- “Portugal no Hospital: identidades, instabilidades e outras crises”(2007, Quási Editora)[12]
- "Joana Vasconcelos"(2008)[13]

## Ligações Externas
- RTP | Documentário: Paulo Cunha e Silva: O caos é a mais bela assinatura do mundo, de Paulo Seabra (2022)